# Callie Haverda
Callie Haverda, född den 21 februari 2007, är en amerikansk skådespelare.
Haverda har bland annat spelat en av huvudrollerna i TV-serien That '90s Show från 2023. Hon har även medverkat i Shut Eye från 2017 samt i filmen The Lost Husband från 2020.

## Filmografi (i urval)
- 2017: Shut Eye
- 2020: The Lost Husband
- 2023: That '90s Show